# قرار مجلس الأمن التابع للأمم المتحدة رقم 1901
قرار مجلس الأمن التابع للأمم المتحدة رقم 1901، الذي تم تبنيه بالإجماع في 16 ديسمبر 2009، بعد التذكير بالقرارات السابقة، بما في ذلك 935 (1994) و1503 (2003) و1534 (2004)، أشار المجلس إلى أن المحكمة الجنائية الدولية لرواندا لن تكمل عملها في عام 2010.
ومدد القرار ولاية جميع قضاة المحكمة الابتدائية حتى 30 يونيو 2010 وقضاة الاستئناف حتى 31 ديسمبر 2012، وطلب من رئيس المحكمة تقديم جدول زمني لجميع القضايا وأي تمديد لولاية القضاة. كما يعدل المجلس مؤقتًا المادة 11 من الفقرة 1 من النظام الأساسي للمحكمة الدولية لزيادة عدد القضاة المخصصين العاملين في المحكمة من تسعة إلى اثني عشر.